# Tetragnatha brevignatha
Tetragnatha brevignatha är en spindelart som beskrevs av Gillespie 1992. Tetragnatha brevignatha ingår i släktet sträckkäkspindlar, och familjen käkspindlar. Inga underarter finns listade i Catalogue of Life.